# Униониды (отряд)
Униониды (лат. Unionida) — отряд двустворчатых моллюсков из клады Palaeoheterodonta. Насчитывает более 900 пресноводных видов, распространённых по всему миру (за исключением Антарктиды). Представители отряда известны с раннего девона.
Это в основном крупные моллюски длиной до 20 см. Живут в озёрах, реках и ручьях, фильтруя воду в поисках органических частиц. Личинки этих моллюсков являются паразитами рыб или земноводных, однако не наносят вред своим хозяевам.

## Классификация
Состав отряда приведён согласно работы Bouchet и коллег 2010 года:
- † Надсемейство Archanodontoidea Modell, 1957
  - † Семейство Archanodontidae Modell, 1957
- Надсемейство Etherioidea Deshayes, 1832
  - Семейство Etheriidae Deshayes, 1832 (syn. Mulleriidae, Pseudomulleriidae)
  - Семейство Iridinidae Swainson, 1840 (syn. Mutelidae, Pleiodontidae)
  - Семейство Mycetopodidae Gray, 1840
- Надсемейство Hyrioidea Swainson, 1840
  - Семейство Hyriidae Swainson, 1840
- † Надсемейство Trigonioidoidea Cox, 1952
  - † Семейство Trigonioididae Cox, 1952
  - † Семейство Jilinoconchidae Ma, 1989
  - † Семейство Nakamuranaiadidae Guo, 1981 (syn. Sinonaiinae, Nippononaiidae)
  - † Семейство Plicatounionidae Chen, 1988
  - † Семейство Pseudohyriidae Kobayashi, 1968
  - † Семейство Sainschandiidae Kolesnikov, 1977
- Надсемейство Unionoidea Rafinesque, 1820
  - Семейство Unionidae Rafinesque, 1820
  - Семейство Liaoningiidae Yu & Dong, 1993
  - Семейство Margaritiferidae Henderson, 1929 (syn. Margaritaninae, Cumberlandiinae, Promargaritiferidae)
  - † Семейство Sancticarolitidae Simone & Mezzalira, 1997

### Альтернативная классификация
MolluscaBase, расширение World Register of Marine Species для моллюсков, на февраль 2021 года предлагает такую классификацию отряда до семейств включительно:
- Надсемейство Etherioidea Deshayes, 1832
  - Семейство Etheriidae Deshayes, 1832
  - Семейство Iridinidae Swainson, 1840
  - Семейство Mycetopodidae Gray, 1840
- † Надсемейство Silesunionoidea Skawina & Dzik, 2011
  - † Семейство Silesunionidae Skawina & Dzik, 2011
  - † Семейство Unionellidae Skawina & Dzik, 2011
- † Надсемейство Tamesnelloidea Van Damme & Bogan, 2015
  - † Семейство Tamesnellidae Van Damme & Bogan, 2015
- Надсемейство Unionoidea Rafinesque, 1820
  - Семейство Hyriidae Swainson, 1840
  - † Семейство Liaoningiidae J.-S. Yu & G.-Y. Dong, 1993
  - Семейство Margaritiferidae Henderson, 1929 (1910) — Жемчужницевые, или пресноводные жемчужницы
  - † Семейство Sancticarolitidae Simone & Mezzalira, 1997
  - † Семейство Tegulaedontidae Van Damme & Bogan, 2015
  - Семейство Unionidae Rafinesque, 1820 — Униониды, или перловицы